# 七島佳那
七島 佳那（ななじま かな、6月24日 - ）は、日本の漫画家。埼玉県出身。血液型はAB型。

## 来歴
（以下出版元は全て小学館。）
2004年、第321回ちゃおまんがスクールにてちゃお銀賞受賞後、『ちゃおDX』夏の増刊号にて掲載された「桜気流」でデビュー。
デビュー後、すぐに『ちゃお』から『ChuChu』へと移籍した為、『ちゃお』本誌に作品が掲載されることはなく、2005年『ChuChu』1月号「月並みローズ」にて初めて本誌に作品が掲載される。
2006年、『ChuChu』4月号にて「まきもどしの恋の詩」で初連載。
2009年、「7センチ！」の連載開始時に、スピンオフ作品である「7.5センチ！」が、『ちゃお』本誌に掲載される。
2010年、『ChuChu』休刊に伴い『Sho-Comi』へと活動の場を移す。
2011年、8月27日と28日に開催の「原宿表参道元氣祭 スーパーよさこい2011」の審査員を務める。
2015年、『Sho-comi』ほか、同社の『プチコミック』『姉系プチコミック』へも作品を発表。

## 人物
小さな頃から漫画家への憧れを抱き、19歳の頃に漫画家になると決意。投稿を始めた頃は大学で建築を学んでおり、漫画家にならなかったらそのまま建築関係の職につくと思っていたと語っている。
自身の作品には必ず「顔のある葉っぱの絵」が隠れており（連載作品なら1話ごとに）、読者がその絵を探して楽しめるようになっている。それと同時に、毎回描くのを忘れそうになることも明かしている。
同じく漫画家の柚月もなか、三星めがねと親交がある。

## 作品一覧

### 連載作品
- まきもどしの恋の詩（『ChuChu』2006年4月号 - 7月号）
- クレイジーLOVEゲーム（『ChuChu』2006年12月号 - 2007年2月号）
- KICK!（『ChuChu』2007年6月号 - 8月号）
- ココロスクランブル（『ChuChu』2007年12月号 - 2008年3月号）
- 恋じゃないのダ!（『ChuChu』2008年8月号 - 2009年1・2月合併号、2009年3月増刊）
- 7センチ!（『ChuChu』2009年3・4合併号[7] - 2010年2月号[8]）
- エアコイ（『Sho-Comi』2010年12号[9] - 14号）
- イヤだなんて言わせない（『Sho-Comi』2010年18号[10] - 2011年2号）
- ナツメキッ!!（『Sho-Comi』2011年8号[11] - 2013年5号）
- キケンマニア（『Sho-Comi』2013年10号[12] - 21号）
- 激情コモリウタ（『Sho-Comi』2014年6号[13] - 16号）
- 僕はキミのもの（『Sho-Comi』2015年5号[14] - 9号）
- ノースプラッシュ（『Sho-Comi』2017年8月15日増刊号 - 2018年4月15日増刊号）
- シンデレラ・コンシェルジュ（『プチコミック』2018年8月号[15] - 2019年3月号[16]）
- 今度の恋は勝ちましょう（『プチコミック』2019年6月号[17] - 2020年1月号[18]）
- ウェディングコール-アラサーメガネの婚活日記-（『プチコミック』2020年6月号[19] - 2021年5月号[20]）

### 読み切り作品
- 桜気流（『ちゃおDX』2004年夏号） - デビュー作
- プリンセスシップ（『ちゃおDX』2004年秋号）
- 辛口王子にご執心!（『ChuChu』2005年春号）
- クリアｖはぁと（『ちゃおDX』2005年春号）
- 恋*リアライズ（『ChuChu』2005年初夏号）
- スピークLOVE?（『ChuChu』2005年夏号）
- 本音じゃないの!（『ChuChu』2005年秋号）
- 月並みローズ（『ChuChu』2005年1月号）
- 目覚めに恋をめしあがれ（『ChuChu』2006年11月号別冊付録）
- ビタミン少年（『ChuChu』2007年11月号別冊付録）
- ぼくナポレオン（未発表作品、『恋じゃないのダ!』2巻収録）
- 天然ジェリービーンズ（『ChuChu』2008年5月号別冊付録）
- 7.5センチ!（『ちゃお』2009年4月号）
- 迷子の迷子の初恋中（『Sho-Comi』2010年8号）
- イヤだなんて言わせない 番外編 Side玲一（『Sho-Comi』増刊2010年10月15日号）
- 恋ラボ（『Sho-Comi』2011年5号別冊付録）
- ナツメキッ!! 番外編 ナツメと栄人のスキマに（『Sho-Comi』増刊2011年6月15日号）
- ナツメキッ!! 番外編 ナツメのクッキー（『Sho-Comi』2011年18号別冊付録）
- ナツメキッ!! 番外編 〜まゆメキッ!!〜（『Sho-Comi』増刊2012年12月15日号）
- いちねんの恋は元旦にありｖ（『Sho-Comi』2014年1号）
- 激情コモリウタ 番外編 BAD Do.のアイドルなお仕事（『Sho-Comi』増刊2014年6月15日号）
- 流れ星にキス（『Sho-Comi』増刊2014年10月15日号）
- パンピーパンプキン（『Sho-Comi』2014年21号[21]）
- 初色めぐり（『Sho-Comi』増刊2014年12月15日号）
- リア充男子に好かれました。（『Sho-Comi』2015年1号）
- 午後8時、パンドラの箱（『プチコミック』2015年6月号[22]）
- ラストはキスの魔法で（『Sho-Comi』増刊2015年8月15日号）
- 夏の輪郭をなぞる（『プチコミック』増刊2015年9月号）
- kawaiiの法則（『Sho-Comi』増刊2015年10月15日号）
- 空の青と々（『姉系プチコミック』2015年11月号）
- あまくてあまくてあまいの（『プチコミック』2015年秋号増刊）
- 裏事情ガール（『Sho-Comi』増刊2015年11月14日号）
- 華咲く恋々（『姉系プチコミック』2016年1月号）
- 失恋ノスタルジア（『Sho-Comi』増刊2016年1月15日号）
- 岡本くんはぬかりない（『プチコミック』2016年冬号増刊）
- 心の声を聞きたまえ（『姉系プチコミック』2016年3月号）
- 恋の忍法帖（『Sho-Comi』増刊2016年3月16日号）
- おやすみ中の北原さん（『姉系チコミック』2016年5月号増刊）
- この先、ラブラブなり。（『Sho-Comi』増刊2016年6月15日号）
- 入山くんの悩み事（『プチコミック』2016年7月号）
- 恋ｖ来!!（『Sho-Comi』増刊2016年8月15日号）
- 望月くんの攻略方法（『プチコミック』2016年夏号増刊）
- お向かいの向井さん（『プチコミック』2016年7月10日号別冊付録）
- あのコのこのこ（『Sho-Comi』増刊2016年12月15日号）
- 角倉夫婦の結婚観（『プチコミック』2017年2月号別冊付録）
- 逆転メランコリー（『Sho-Comi』増刊2017年2月14日号）
- 春川さんの長い春（『プチコミック』2017年3月号）
- ガールズトーク×ラブデイズ（『Sho-Comi』増刊2017年4月15日号）
- 白川さんちは新婚さん（『プチコミック』2017年6月号）
- キミにおくすりはありません。（『プチコミック』2017年夏号増刊）
- キライキライ、やっぱ好き（『姉系プチコミック』2017年9月号）
- 月夜にかしづく（『プチコミック』2017年11月号）
- 恋と恋のあとに（『プチコミック』2018年3月号付録）
- 遅咲きアイラブユー（『プチコミック』2018年5月号）
- 私のひ巳つを教えます（『Sho-Comi』増刊2018年6月15日号）
- デコレーション・ラブ（『プチコミック』2020年3月号）

## コミックス

### ちゅちゅコミックス
- まきもどしの恋の詩
- クレイジーLOVEゲーム
- KICK!
- ココロスクランブル
- 恋じゃないのダ!（全2巻）
- 7センチ!（全3巻）

### フラワーコミックス
- エアコイ
- イヤだなんて言わせない（全2巻）
- ナツメキッ!!（全8巻）
- キケンマニア（全2巻）
- 激情コモリウタ（全2巻）
- はじめて、恋、した。
- 僕はキミのもの
- kawaiiの法則
- ノースプラッシュ

### フラワーコミックスα
- 岡本くんはぬかりない
- 角倉夫婦の結婚観
- キミにおくすりはありません。
- シンデレラ・コンシェルジュ（全2巻）
- 今度の恋は勝ちましょう（全2巻）
- ウェディングコール-アラサーメガネの婚活日記-（全3巻）

### オムニバス作品
- ねぇ、あたしのこと好きなんでしょ?
  - 「天然ジェリービーンズ」収録
- あの時、好きって言えばよかった
  - 「迷子の迷子の初恋中」収録
- ギュウっ!!〜彼のことが好きスギて困っちゃう！〜
  - 「恋ラボ」収録